# Romualdas Granauskas
Romualdas Granauskas (* 18. Mai 1939 in Mažeikiai; † 28. Oktober 2014 in Vilnius) war ein litauischer Autor, Schriftsteller und Dramaturg.

## Leben
Granauskas schloss die Schule in Seda (in der Rajongemeinde Mažeikiai) ab und studierte am  Kauno politechnikos institutas in Kaunas. Dann arbeitete er  als Redakteur für die litauische Zeitung Mūsų žodis und die Zeitschrift Nemunas (deutsch: Memel-Fluss). Im weiteren Leben ergriff er verschiedene Tätigkeiten wie Bauarbeiter, Metallarbeiter und Radioreporter, ferner arbeitete er als Dozent in Mosėdis (in der Rajongemeinde Skuodas).
Sein Grab befindet sich im Friedhof Antakalnis in der litauischen Hauptstadt Vilnius.

## Werk
1954 wurden seine ersten Geschichten in der Sammlung Medžių viršūnės veröffentlicht, die 1969 als The Tops of the Trees in englischer Sprache herauskam. Es folgte der Roman Duonos valgytojai (engl. Bread Eaters, 1975), in dem er von der älteren Generation der pensionierten Bauern, deren Sitten, Bräuchen und Moralvorstellungen erzählt. Im gleichen Jahr erschien seine Novelle Jaučio aukojimas, deutsch: Das Bullenopfer, in welchem Natur, Mythologie und Geschichte die Themen sind. 1988 veröffentlichte er sein Hauptwerk Gyvenimas po klevu (engl. Life under the Maple), das im gleichen Jahr auch verfilmt wurde. Das erste seiner Werke, das 2011 in deutscher Sprache erschien, ist der 2003 im Original herausgekommene Roman Das Strudelloch.

## Auszeichnungen
- 2000: Litauischer Nationalpreis für Kultur und Kunst (Lietuvos nacional inėkulturos in meno premija)

## Preise
- 1999: Preis des Litauischen Schriftstellerverbands

## Werke
- Kenotafas, Neputns, Riga 2006.

## Veröffentlichung in deutscher Sprache
- Duburys: romanas. Lietuvos Rašytoju sajunos leidykla, Vilnius 2003, ISBN 998-6392799,
  - deutsch, übersetzt von Gila Rom: Das Strudelloch, Roman. Wallstein Verlag, Göttingen 2011, ISBN 978-3-8353-0480-2.[4]
- Das dritte Leben : Erzählung ; mit Radierungen von Gintarė Skroblytė ; herausgegeben von Edda Baußmann und Annette D. Gresing ; Erstübersetzung aus dem Litauischen und mit einem Nachwort von Cornelius Hell, Münster : edition sonblom, 2022, ISBN 978-3-9823053-0-1